# Estratègies obliqües
Estratègies obliqües o Oblique Strategies (subtitulat Over One Hundred Worthwhile Dilemmes o Més de cent dilemes que valen la pena) és un mètode basat en targetes per promoure la creativitat, creat conjuntament pel músic/artista Brian Eno i l'artista multimèdia Peter Schmidt, publicat per primera vegada el 1975. Físicament, pren la forma d'una coberta de 7-per-9-centimetre (2.8 × 3.5 in) amb targetes impreses en una caixa negra. Cada targeta ofereix un repte desafiant destinat a ajudar els artistes (especialment els músics) a trencar els blocs creatius fomentant el pensament lateral.

## Origen i història
El 1970, Peter Schmidt va crear "The Thoughts Behind the Thoughts", una caixa que contenia 55 frases impreses sobre impressions en desús que es van acumular al seu estudi, que encara estaven en poder d'Eno. Eno, que coneixia Schmidt des de finals dels anys 60, havia estat perseguint ell mateix un projecte similar, que havia escrit a mà en diverses targetes de bambú i li va donar el nom d'"Estratègies obliqües" el 1974. Hi va haver una superposició significativa entre els dos projectes, i així, a finals de 1974, Schmidt i Eno els van combinar en un sol paquet de cartes i els van oferir a la venda general. El conjunt va passar per tres impressions d'edició limitada abans que Schmidt morís sobtadament a principis de 1980, després de la qual cosa les baralles de cartes es van fer força rares i cares. Setze anys més tard, el pioner del programari Peter Norton va convèncer Eno perquè li deixés crear una quarta edició com a regal de Nadal per als seus amics (no a la venda, encara que de tant en tant surten a subhasta). La decisió d'Eno de revisar les cartes i la seva col·laboració amb Norton per revisar-les es descriu amb detall al seu llibre de 1996 A Year with Swollen Appendices. Amb l'interès públic per les cartes sense disminuir, l'any 2001 Eno va tornar a produir un nou conjunt de cartes d'Estratègies Obliqües. El nombre i el contingut de les targetes varien segons l'edició. El maig de 2013 es va emetre una edició limitada de 500 caixes, en bordeus en lloc de negre.
La història d'Oblique Strategies, juntament amb el contingut de totes les cartes, la història exhaustiva i els comentaris, està documentada en un lloc web àmpliament reconegut com a font autoritzada i elaborat pel músic i educador Gregory Alan Taylor.
El text de "The Thoughts Behind the Thoughts" de Schmidt va ser publicat per Mindmade Books el 2012.

## Disseny i ús
Cada targeta conté un suggeriment gnòmic, un aforisme o una observació que es pot utilitzar per trencar una situació de bloqueig o dilema. Alguns són específics de la composició musical; altres són més generals. Per exemple:
- Utilitzeu una idea antiga.
- Expliqueu el problema amb paraules el més clarament possible.
- Només un element de cada tipus.
- Què faria el teu amic més proper?
- Què augmentar? Què reduir?
- Hi ha seccions? Considereu les transicions.
- Intenta fingir-ho!
- Honra el teu error com una intenció oculta.
- Pregunta al teu cos.
- Treballa a una velocitat diferent.

Des de la introducció fins a l'edició de 2001:
| « | (anglès) These cards evolved from separate observations of the principles underlying what we were doing. Sometimes they were recognised in retrospect (intellect catching up with intuition), sometimes they were identified as they were happening, sometimes they were formulated. They can be used as a pack, or by drawing a single card from the shuffled pack when a dilemma occurs in a working situation. In this case the card is trusted even if its appropriateness is quite unclear... | (català) Aquestes targetes van evolucionar a partir d'observacions separades dels principis subjacents al que estàvem fent. De vegades es reconeixien retrospectivament (l'intel·lecte es posava al dia amb la intuïció), de vegades s'identificaven tal com estaven succeint, de vegades es formulaven. Es poden utilitzar com un paquet, o dibuixant una sola carta del paquet barrejat quan es produeix un dilema en una situació de treball. En aquest cas, la targeta és de confiança fins i tot si la seva idoneïtat no està clara... | » |
| — | | |   |

## Impacte cultural
Hi ha referències a les estratègies obliqües a la cultura popular, sobretot a la pel·lícula Slacker, en què un personatge ofereix cartes als transeünts d'una baralla. Les estratègies esmentades inclouen "Honora el teu error com una intenció oculta", "Mira de prop els detalls més vergonyosos i amplifica", "No construir un mur; fer un maó", "La repetició és una forma de canvi", i una que va arribar a ser ser vist com un resum de l'ethos de la pel·lícula (tot i que no formava part del conjunt oficial d'estratègies obliqües), "Retirar-se amb fàstic no és el mateix que apatia". Aquesta línia va ser citada a la cançó de 1994 "What's the Frequency, Kenneth?" de REM, que també va mencionar Oblique Strategies a la seva cançó de 1998 "Diminished" de l'àlbum Up. Les estratègies obliqües també es fan referència al còmic 1018, "Oblique Angles", del popular còmic web Questionable Content.
Altres músics inspirats en Oblique Strategies inclouen la banda britànica Coldplay, que es diu que va utilitzar les cartes quan van gravar el seu àlbum de 2008 produït per Brian Eno, Viva la Vida or Death and All His Friends i la banda francesa Phoenix, que va utilitzar les cartes quan van gravar el seu àlbum de 2009 Wolfgang Amadeus Phoenix. El músic i compositor alemany Blixa Bargeld té un sistema de navegació similar, anomenat Dave. En resposta a la seva cançó "Brian Eno", del seu àlbum Congratulations, MGMT ha dit que tenien una baralla d'Obliques Strategies a l'estudi, però que "no saben si [les] van usar correctament".
El cas més famós d'ús per Eno va ser durant l'enregistrament del tríptic d'àlbums de Berlín de David Bowie (Low, " Heroes ", Lodger). Les històries suggereixen que es van utilitzar durant l'enregistrament d'instrumentals a "Heroes" com "Sense of Doubt" i es van utilitzar més àmpliament a Lodger ("Fantastic Voyage", "Boys Keep Swinging", "Red Money"). Es van fer servir de nou a l'àlbum Outside de Bowie de 1995, amb el qual Eno va participar com a escriptor, productor i músic. Carlos Alomar, que va treballar amb Eno i Bowie en tots aquests àlbums, era un fanàtic de l'ús de les cartes, i després va dir "al Center for Performing Arts at the Stevens Institute of Technology, on ensenyo, a la paret hi ha targetes Oblique Strategies de Brian Eno. I quan els meus estudiants reben un bloqueig mental, els dirigeixo immediatament a aquest mur".
La baralla de cartes d'Oblique Strategies apareix a l'obra de l'artista de còmics italià Igort Japanese Notebooks: A Journey to the Empire of Signs (Chronicle Books Arxivat 2022-09-20 a Wayback Machine., 2017; edició original italiana: Quaderni giapponesi. Un viaggio nell'impero dei segni, Cononino Press, 2015).
| Edició                      | Curs       | No. Targetes       | Edició de  | Notes |
| --------------------------- | ---------- | ------------------ | ---------- | --- |
| Original                    | 1975       | 113                | 500        | Numerats individualment i signats per Eno i Schmidt |
| Segon                       | 1978       | 128                | 1.000      | Disponible a través del segell discogràfic d'Eno en aquell moment, Opal Records |
| Tercer                      | 1979       | 123                | 1.000      | Anunciat per a la venda al Butlletí EG i en altres llocs |
| francès                     | 1979       | 128                | desconegut | Alain D'Hooghe traductor; produït en associació amb una exposició "More Than Nothing" de Schmidt & Eno a la Paul Ide Gallery de Brussel·les, febrer de 1980 |
| japonès                     | na         | na                 | na         | Una edició rumorejada. No ha aparegut cap evidència concloent sobre la seva existència |
| serbi                       | 1986       | 128                | 3.000      | Slobodan Cicmil, Srdjan Vejvoda, Goran Vejvoda traductors, títol serbi: Zaobilazne strategije; publicat per Radionica SIC - Studentski izdavački centar, Belgrad 1986 (Centre d'edició per a estudiants, Belgrad) |
| Quart                       | 1996       | 100                | 4.000      | Produït per la família Peter Norton (amb la benedicció de Brian Eno) com a regal de Nadal per als seus amics i col·legues (és a dir, no per a la venda comercial). A diferència d'altres edicions, les targetes inclouen traduccions als altres cinc idiomes més comuns (xinès mandarí, hindi, espanyol, rus i àrab), inclouen il·lustracions (de Pae White) a les targetes i vénen en un recipient de plàstic blanc modelat. Un bon grapat de les cartes són de nous col·laboradors (Arto Lindsay, Ritva Saarikko, Dieter Rot i Stewart Brand). |
| Cinquè                      | 2001       | 103 + 2 informatiu | il·limitat | Actualment a la venda |
| Sisè                        | 2013       | 106 + 2 informatiu | 500        | Una edició limitada en un estoig de Borgonya |
| Versió hipertext            | 1995       | desconegut         | na         | Per Cetacean Enterprises per a programari Mac |
| versió per a iPhone         | desconegut | desconegut         | na         | Inclou les cinc versions de Oblique Strategies |
| Versió de processament      | 2010       | 110                | na         | Connector de codi obert de David Wicks per a l'entorn de codificació creativa Processing. |
| versió d'Android            | 2018       | desconegut         | na         | Reprodueix la tipografia i el disseny de les targetes de 1975 |
| Habilitat Alexa             | 2018       | 208                | na         | Disponible com a canal de notícies d'Amazon Alexa actualitzat cada hora. |
| Projecte web                | 2022       | 213                | na         | Disponible al web: https://www.oblique.maksim-zov.com Arxivat 2022-09-20 a Wayback Machine.. Fet per Maksim Morozov per ser utilitzat com a eina. |
| Versió de Nintendo Game Boy | 2022       | desconegut         | na         | Disponible a https://nickyflowers.itch.io/osgb. Fet per Nicky Flowers |